# ラ・ベッラ
『ラ・ベッラ』（伊: La Bella）は、ルネサンス期のイタリアのヴェネツィア派の巨匠ティツィアーノ・ヴェチェッリオが1536年から1538年に制作した絵画である。油彩。ウルビーノ公爵フランチェスコ・マリーア1世・デッラ・ローヴェレのコレクションに由来する絵画で、描かれた女性については諸説あるが、おそらく傑作『ウルビーノのヴィーナス』のモデルとなった女性を描いている。現在はフィレンツェのパラティーナ美術館に所蔵されている。

## 作品
青色のダマスク織の豪華なガウンを身にまとった女性が7分丈の高さで描かれている。ガウンは金糸を用いた繊細な刺繍と小さなリボンで装飾され、バーガンディー（ワインレッドの一種）のベルベットの袖は下の白い生地を引っ張り出せるように切り込みが入れられている。また右手首にはクロテンの毛皮がかけられている。この毛皮は16世紀に流行したジベリーノ（zibellino）と呼ばれる装飾品である。金のガードルに取り付けられた円筒形の物体はおそらくポマンダーであり、琥珀や麝香などの香料が入れられていた。女性の右手はこのガードルを握り、左手は右手首の毛皮を指さしている。大きく開けた胸元は金のチェーンネックレスで飾られ、耳には真珠をあしらったイヤリングが着けられている。髪型も三つ編みで精巧に編み込まれている。

## モデル

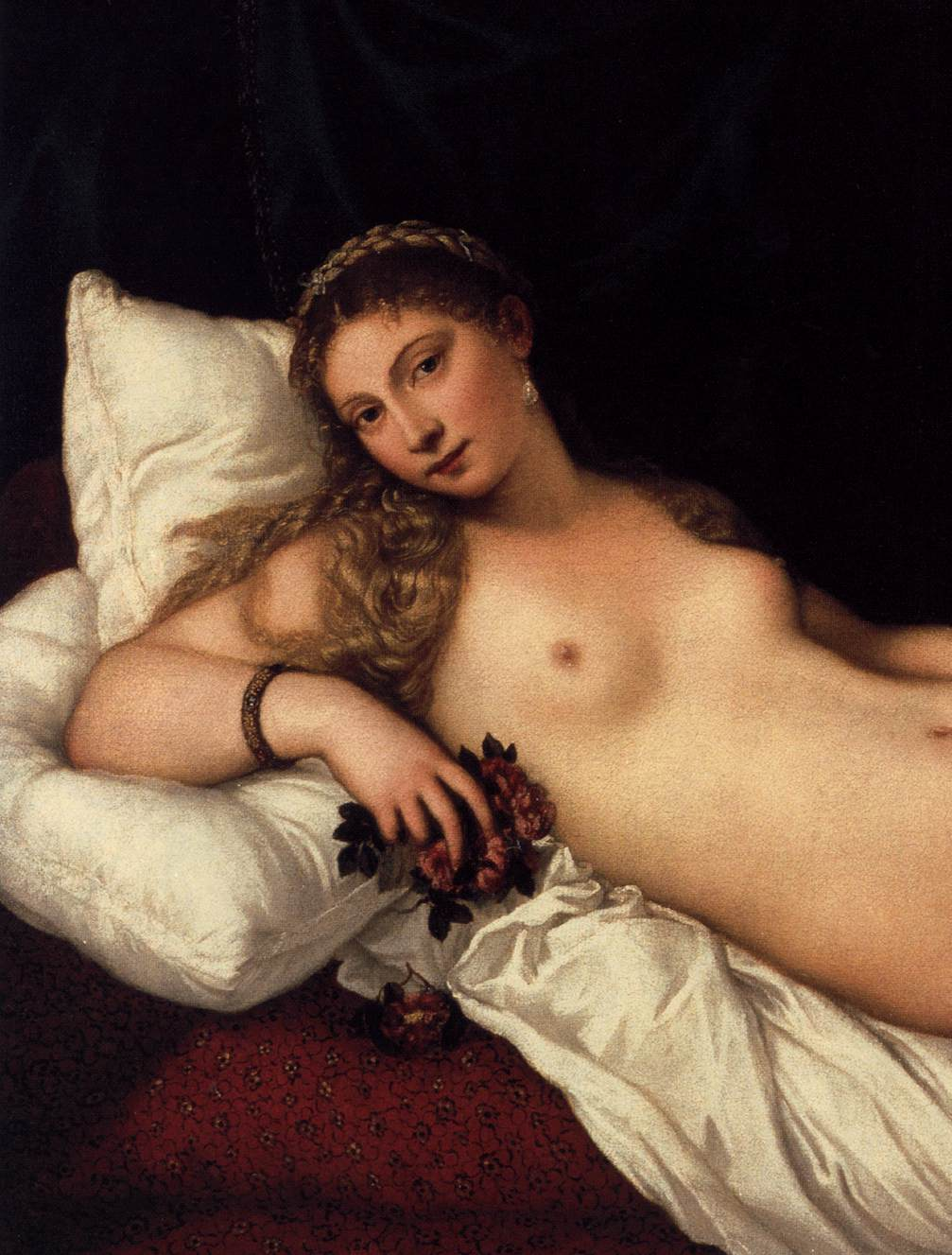
『ウルビーノのヴィーナス』のディテール。

本作品はウルビーノ公爵フランチェスコ・マリーア・デッラ・ローヴェレが1536年5月の手紙で言及した「青いドレスを着た女性の肖像画」と考えられている。女性のファッションの様式がちょうど当時のものと一致していることがそれを裏付けている。モデルとなった女性はウフィツィ美術館の『ウルビーノのヴィーナス』をはじめ、美術史美術館の『毛皮を着た若い女性』（Girl in a Fur）やエルミタージュ美術館の『羽飾りのある帽子をかぶった若い女性の肖像』（Portrait of a young woman with a feather hat）の女性像と同一人物と思われる。この女性を特定しようとする美術史家の多くの試みにもかかわらず、いまなおモデルが誰なのか研究者の間で合意がなされていない。かつてはパルマ・イル・ヴェッキオの娘でティツィアーノの恋人とされたヴィオランテ（Violante）と言われていた。1534年から1536年にかけて描かれたことが知られているイザベラ・デステ、あるいはウルビーノ公爵の妻エレオノーラ・ゴンザーガの肖像画という説は放棄されている。もしエレオノーラであったならばフランチェスコ・マリーア・デッラ・ローヴェレは手紙の中で「女性」という曖昧な言葉を使わなかったはずである。実際に本作品のすぐ後に描かれたエレオノーラの肖像画は、成熟した年齢と地位にふさわしい姿で描かれている。女性の肖像画というよりはむしろルネサンス期のイタリアの宮廷で人気があったテーマである理想の女性美として描かれた可能性もある。シェイラ・ヘイル（Sheila Hale）は画家と食事をしたことが知られている高級娼婦アンジェラ・デル・モーロ（Angela del Moro）と同一視している。

## 修復
保存状態は部分的に悪い箇所がある。2011年に行われた修復では変色したニスが除去され、肌の色の明るさと、貴重な顔料であるウルトラマリンを用いて描かれたガウンの輝くような青色が取り戻された。

## 来歴
本作品は1536年から1538年頃にウルビーノ公爵フランチェスコ・マリーア・デッラ・ローヴェレがヴェネツィアで購入した絵画であることが確実視されている。公爵は1536年5月に進捗状況について尋ねる手紙をティツィアーノの代理人に書き、その中で絵画を「青いドレスを着た女性の肖像画」と呼んでいる。その後、絵画は代々デッラ・ローヴェレ家で相続されたが、最後の相続者であったヴィットーリア・デッラ・ローヴェレ（1622年-1694年）とトスカーナ大公フェルディナンド2世・デ・メディチとの結婚により、本作品を含む絵画コレクションはメディチ家にもたらされた。その後、18世紀の案内書が描かれた女性を画家の「お気に入り」または「最愛の人」を意味した「ベッラ」と表現したことで、『ラ・ベッラ』という呼び名が定着した。

## ギャラリー

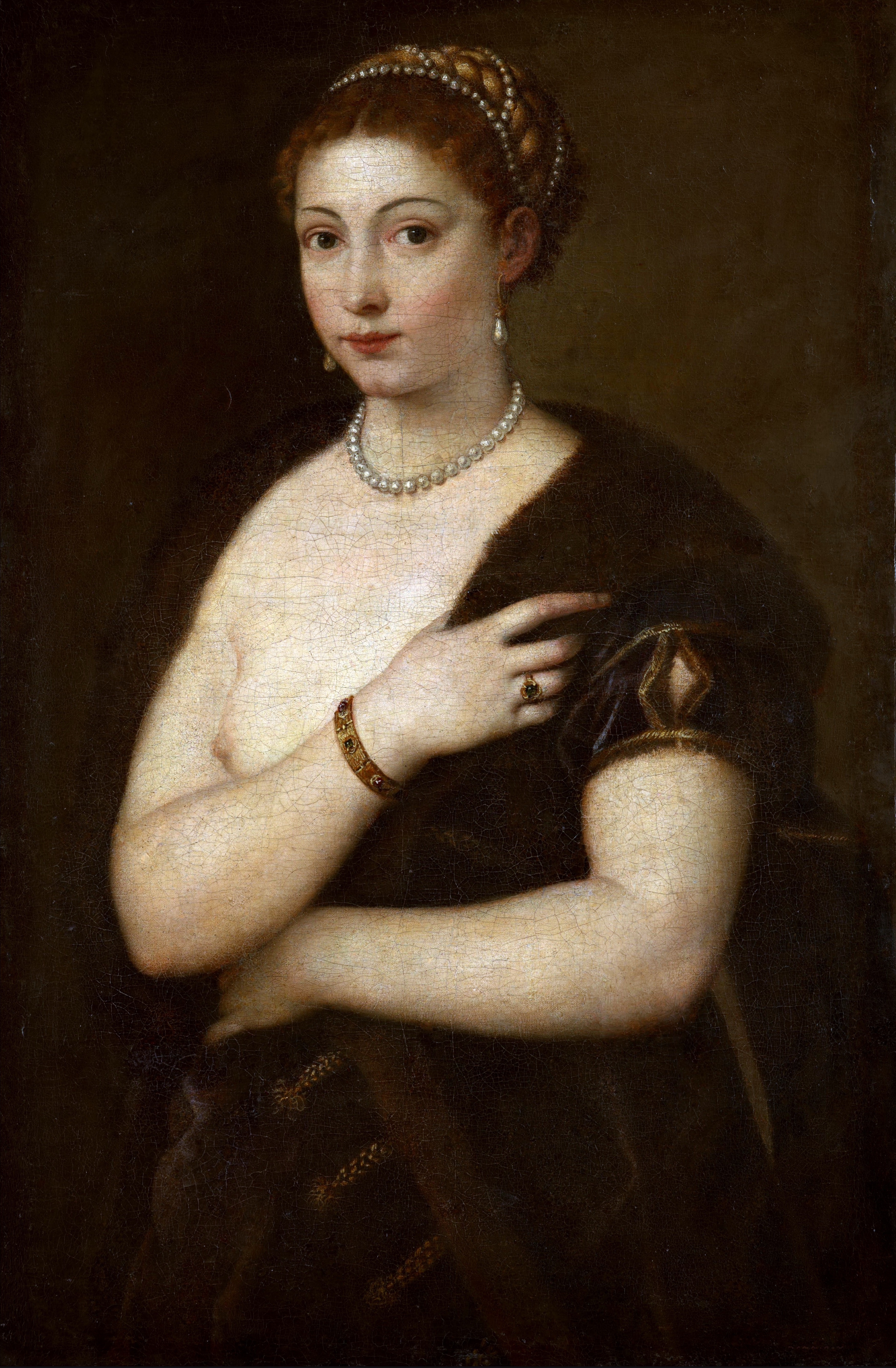
『毛皮を着た若い女性』美術史美術館所蔵
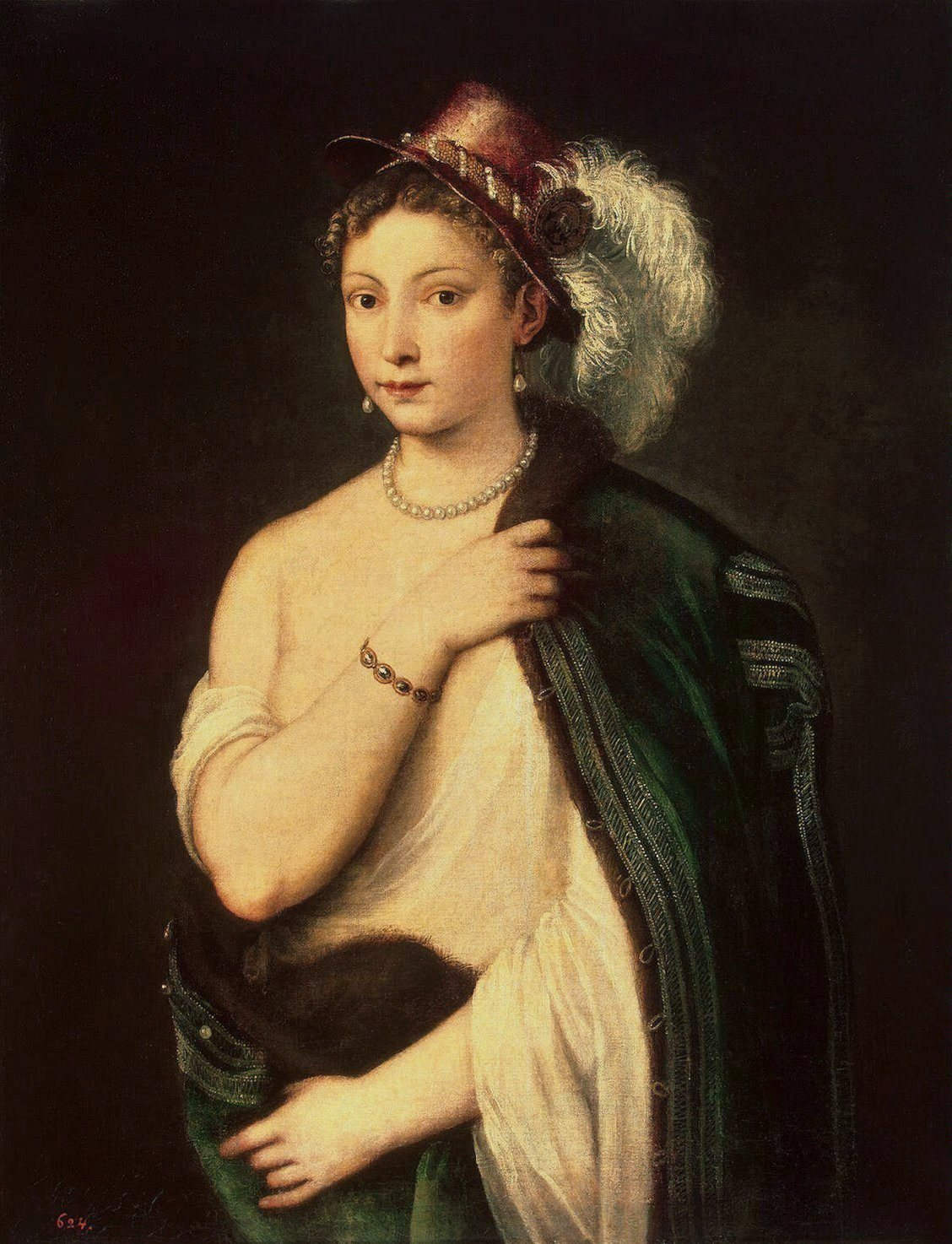
『羽飾りのある帽子をかぶった若い女性の肖像』エルミタージュ美術館所蔵
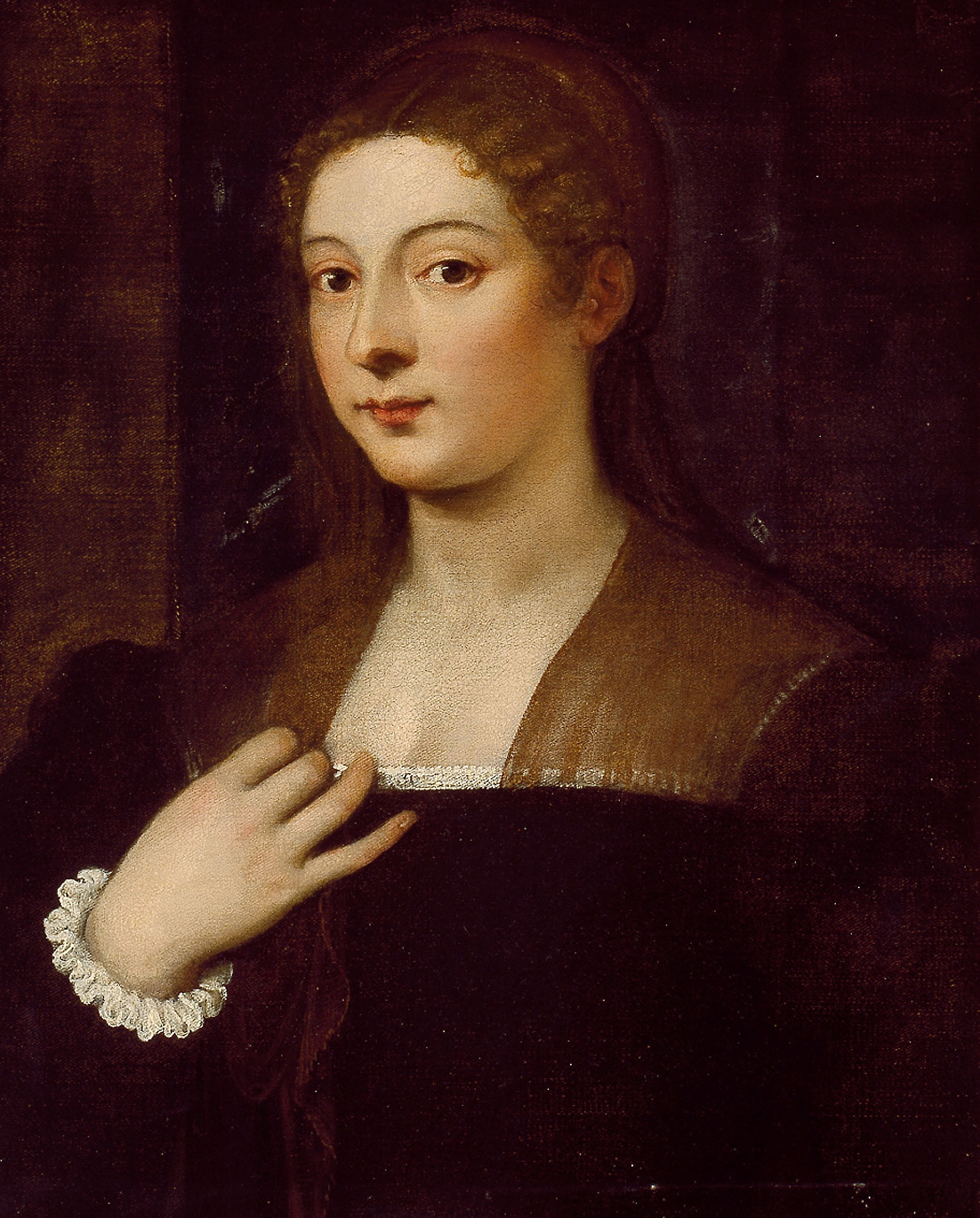
『貴婦人の肖像』シカゴ美術館所蔵
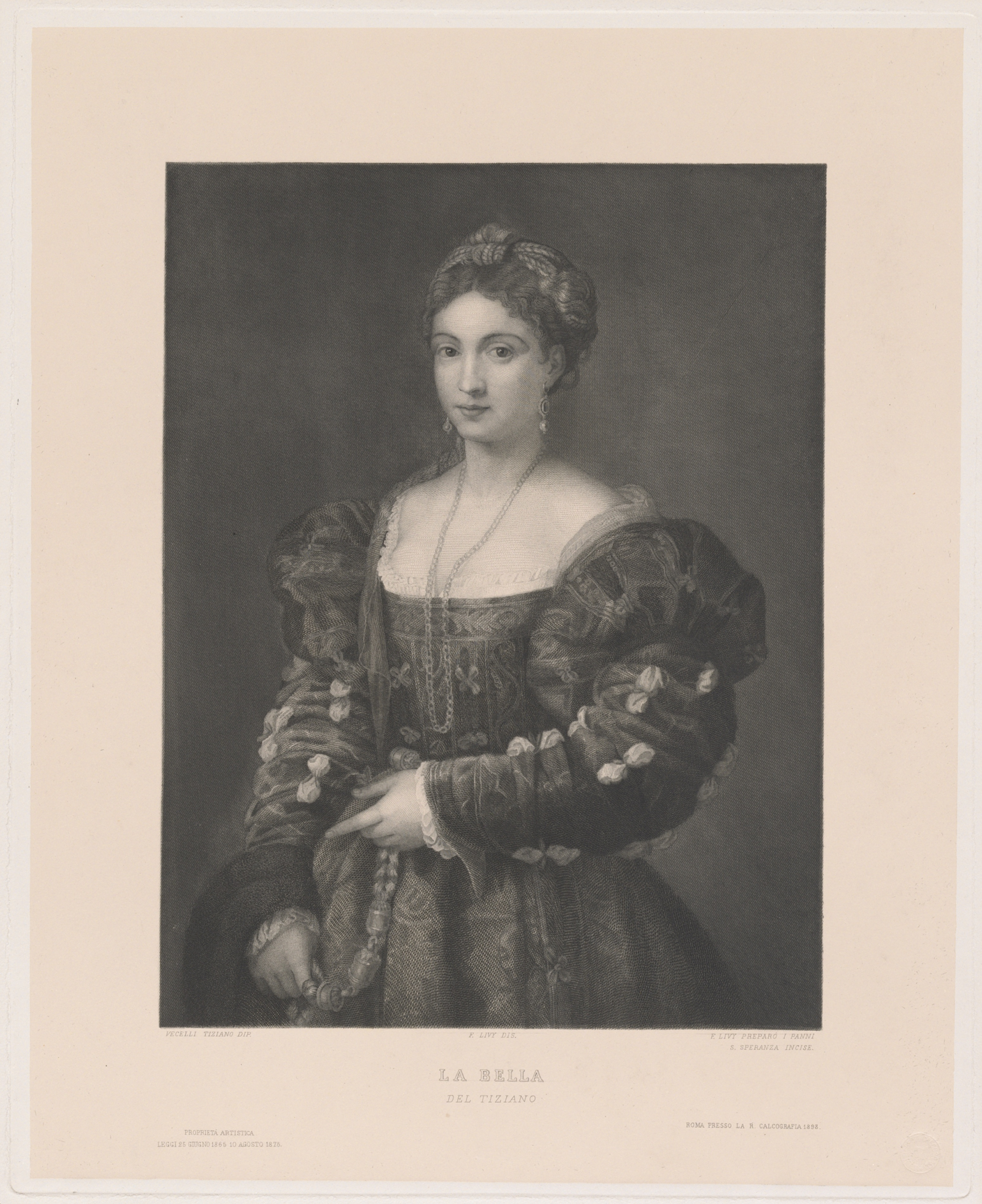
19世紀のエングレービング。